# Snowpiercer: Arka przyszłości
Snowpiercer: Arka przyszłości (ang.: Snowpiercer) – południowokoreański film akcji z elementami sci-fi i dramatu, z roku 2013, w reżyserii Bonga Joon-ho. Oparty jest on na francuskim komiksie Snowpiercer autorstwa Jeana-Marca Rochette’a i Jacques’a Loba. Scenariusz został napisany przez Bonga oraz Kelly Masterson. Film jest koprodukcją czesko-południowokoreańską i jest anglojęzycznym debiutem Bonga; niemal 85% dialogów w filmie jest w języku angielskim.
W filmie występują Chris Evans, Song Kang-ho, Tilda Swinton, Jamie Bell, Octavia Spencer, Go Ah-sung, John Hurt i Ed Harris. Akcja filmu rozgrywa się na pokładzie pociągu Snowpiercer, który podróżuje po torze ciągnącym się po całej długości Ziemi. Pociąg gromadzi w swoich wagonach jednostki ocalałe z katastrofy klimatycznej, która miała miejsce w związku z nieudaną, inżynierską próbą zatrzymania globalnego ocieplenia. Chris Evans wciela się w rolę Curtisa Everetta, jednego z pasażerów niższej klasy zamieszkałej tyły pociągu, którzy buntują się przeciwko elicie zajmującej przednie wagony. Zdjęcia do filmu powstawały w Barrandov Studios w Pradze. Do symulowania ruchów pociągu zastosowano gimbale, na których umieszczono wagony.
Snowpiercer został doceniony przez krytyków i po międzynarodowej premierze pojawił się na listach najlepszych filmów roku 2014. Pochwały kierowane były przede wszystkim w stronę reżyserii i występów aktorskich, szczególnie Evansa i Swinton. Początkowo planowano ograniczoną dystrybucję w Stanach Zjednoczonych, lecz reakcja krytyków skłoniła The Weinstein Company do rozszerzenia dystrybucji do większej liczby kin oraz do udostępnienia dzieła na platformach streamingowych.
Stanowi jedną z najdroższych koreańskich produkcji w historii (jego budżet wyniósł 40 milionów dolarów).

## Fabuła
W 2014 roku naukowcy stworzyli substancję CW7, która miała pomóc powstrzymać globalne ocieplenie. Próba ta doprowadziła do katastrofy, temperatura na Ziemi gwałtownie się obniżyła i nastała epoka lodowcowa. Doszło do wymarcia wielu gatunków roślin i zwierząt oraz śmierci prawie całej populacji ludzkiej i upadku cywilizacji.
Po 17 latach jedynymi żyjącymi ludźmi są pasażerowie „Snowpiercera” (ogromnego, superszybkiego pociągu z silnikiem napędzanym wieczną energią stworzonego przez Wilford Inc). Pociąg corocznie okrąża świat tymi samymi torami, a mieszkająca w nim społeczność jest podzielona na trzy klasy:
- wagony będące bliżej lokomotywy zamieszkiwane przez elitę, która sprawuje władzę,
- środkowe wagony zajmowane przez robotników odpowiedzialnych za utrzymanie maszyny,
- ostatnie, najdalsze wagony przeznaczone dla ubogich i gapowiczów, którzy w ostatniej chwili zdążyli wsiąść i obecnie znajdują się pod nadzorem strażników.

Mieszkańcy ostatnich wagonów będąc okrutnie karani za nieposłuszeństwo i wykorzystywani przez elitę organizują kolejne powstania, które jednak są krwawo tłumione przez specjalne oddziały. Pewnego dnia nowym liderem grupy rebelianckiej zostaje Curtis (Chris Evans). Curtis i jego zastępca i przyjaciel Edgar prowadzą pasażerów tylnych wagonów w buncie ku przedziałom przednim, po tym, jak zdają sobie sprawę, że broń strażników pozbawiona jest amunicji. Wyzwalają oni z niewoli Namgoonga, specjalistę od zabezpieczeń pociągu, który nalega, aby jego jasnowidząca córka Yona również została uwolniona. Namgoong pomaga pasażerom tylnego wagonu przedostać się przez kolejne zabezpieczenia, aby za drzwiami natknąć się na strażników wyposażonych w siekiery. Strażnicy nadzorowani są przez Ministrę Mason(Tilda Swinton). W następstwie walki, Curtis musi wybrać między ratowaniem Edgara lub przechwyceniem Mason jako zakładniczki. Główny bohater pozostawia przyjaciela w tyle, skazując go na śmierć i wymusza na ministrze zatrzymanie walki. Rewolucjoniści pozostają z tyłu, trzymając strażników w niewoli, podczas gdy Curtis udaje się z Mason, Namgoong, Yona, wykwalifikowanym wojownikiem Greyem, i Tanya oraz Andrew (dwoje rodziców, którym odebrano dzieci) w kierunku przednich przedziałów. Są nieświadomi, że brutalny Franco, lojalny wobec Mason, ucieka rewolucjonistom i rozpoczyna pogoń za Curtisem.
Grupa Curtisa przesuwa się do przodu, przechodząc przez kolejne luksusowe wagony. Namgoong i Yona rozpoznają punkt orientacyjny na zewnątrz i uważają, że lód może się powoli topić. W końcu docierają do sali szkolnej, gdzie nauczycielka wpaja dzieciom wiedzę na temat wspaniałości twórcy pociągu, magnata Wilforda. Tuż przed otwarciem jaj czczących osiemnasty „Nowy Rok”, z których każdy oznacza jedno okrążenie Ziemi nauczycielka odwraca uwagę rewolucjonistów, by zaatakować i zabić Andrew, zanim sama zostanie zaatakowana. W ostatnich wagonach, Franco wykorzystuje poruszenie do zabicia rewolucjonistów i schwytania Gilliama. Następnie wysyła on transmisję na żywo do telewizora w klasie, przez co Curtis widzi zabójstwo i w odwecie zabija Ministrę Mason.
Curtis, Yona i Namgoong docierają do przedostatniego wagonu. Namgoong ujawnia, że zarówno on, jak i Yona zbierali Kronole, uzależniający narkotyk, który może również służyć jako silny materiał wybuchowy i chce go użyć do wysadzenia drzwi na zewnątrz, wierząc, że mogą oni przetrwać poza pociągiem. Curtis zatrzymuje ich, ponieważ chce poznać Wilforda. Wyjaśnia on, że w pierwszych dniach podróży, 17 lat wcześniej, społeczność ostatniego wagonu uciekała się do kanibalizmu, i sam Curtis był bliski zjedzenia Edgara, który wtedy był jeszcze niemowlęciem. Gilliam wtedy oferował mu swoją rękę, aby ocalić dziecko. Dlatego właśnie Curtis chce stanąć przed Wilfordem, by zapytać, dlaczego stworzył ten zamknięty i okrutny system. Podczas tej rozmowy drzwi do wagonu z silnikiem otwierają się, a asystent Wilforda, Claude, wyłania się i rani Namgoonga, a następnie zaprasza Curtisa do wnętrza wagonu.
Curtis spotykając Wilforda uświadamia sobie, że magnat spiskował wraz z Gilliamem, aby bunt Curtisa doprowadził do zmniejszenia populacji pociągu. Wilford zlecił zabicie 74% pasażerów z ostatniego wagonu. Po tym wyznaniu zaoferował on Curtisowi swoją pozycję – osoby prowadzącej pociąg. Curtis wydaje się gotowy do przyjęcia tej oferty, gdy Yona obezwładnia Claude’a, rzuca się w przód i otwiera płytę podłogową, aby ujawnić dzieci odebrane rodzicom z ostatniego wagonu. Pod podłogą znajduje się między innymi Andrew i Tanya jako obsługujący silnik niewolnicy. Oburzony Curtis atakuje Wilforda i ratuje dziecko spod podłogi. Niestety w trakcie tej czynności traci rękę. Następnie Curtis podaje Yonie zapałki, aby podpaliła narkotyk, podczas gdy Namgoong walcząc zabija Franco, który podążył za nimi. Nie udaje się zamknąć drzwi do maszynowni przez co bohaterowie narażeni są na eksplozję. Curtis i Namgoong używają swoich ciał do ochrony Yony i Timmiego przed wybuchem.
Wybuch powoduje lawinę, która wykoleja pociąg. Wkrótce potem, Yona i Timmy uciekają z wraku. Na zewnątrz widzą oni w oddali niedźwiedzia polarnego, wskazującego, że życie istnieje także poza pociągiem.

## Obsada
- Chris Evans jako Curtis Everett

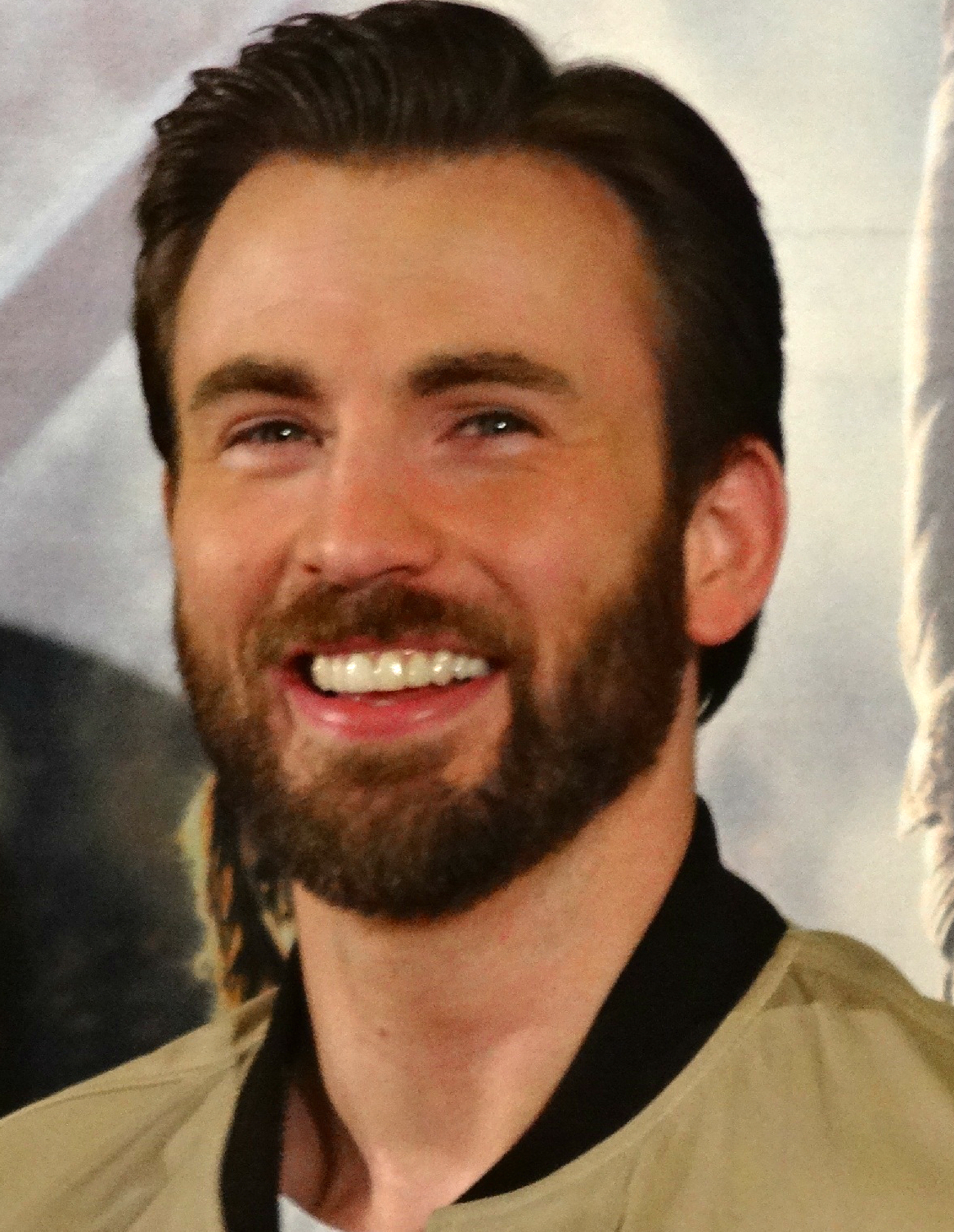
Chris Evans

Curtis to przywódca rewolucji. Dyrektorzy castingów zasugerowali Evansa Bongowi, który początkowo miał błędne wyobrażenie o aktorze jako „karykaturze amerykańskiego mięśniaka”, lecz po spotkaniu szybko odszedł od tej opinii i stwierdził, że Evans „...tak naprawdę jest bardzo wrażliwy i ma cichą i introwertyczną stronę. Jest bardzo, bardzo inteligentną osobą i jest reżyserem”. Bong i Evans spędzili miesiące na rozmowach o dialogach, Bong otrzymał wtedy pomoc od aktorów oraz ekipy, w tym Evansa, gdyż był to jego pierwszy anglojęzyczny film. Bong powiedział, że w przypadku roli Curtisa najtrudniejszą rzeczą w pracy z aktorem było ukrycie muskularnej budowy ciała Evansa, wyjaśniając: „Spędził on 17 lat w wagonie najbiedniejszej grupy, jedząc tylko bloki proteinowe. Ukrycie całej tej masy mięśniowej za pomocą kostiumu i charakteryzacji było trudne”.
- Song Kang-ho jako Namgoong Minsu

Zaprojektował on zabezpieczenia w pociągu. Opisując Namgoonga, Bong powiedział: "On kreuje zakończenie, ponieważ ma wizję tego świata, która różni się od wizji Curtisa. Ma pragnienie, aby wyjść poza pociąg". Na temat imienia postaci, Bong stwierdził: "Szukałem imienia, które byłoby trudne do wymówienia dla obcokrajowców. Namgoong … to jest trudne. W filmie jest kilka żartów związanych z imieniem" Song gra postać, która mówi wyłącznie po koreańsku.
- Tilda Swinton jako minister Mason

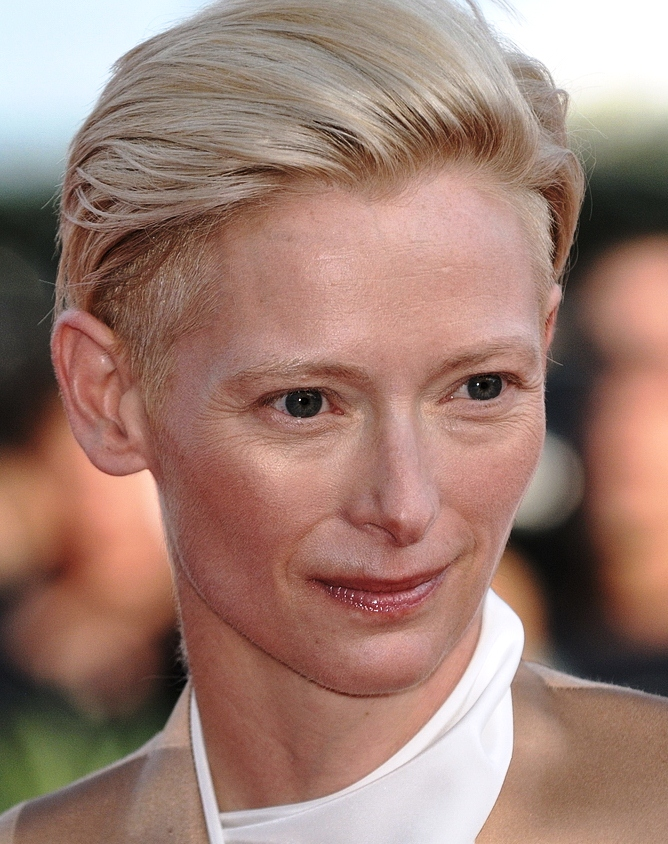
Tilda Swinton

Rzeczniczka Wilforda, druga co do ważności osoba w pociągu. Swinton przygotowywała się do roli studiując losy polityków na przestrzeni dziejów, a Mason jest, według słów Swinton „kompletnym rozbiciem wszystkich potwornych, maniakalnych, politycznych błaznów”. Swinton dodała, że postać jest mieszanką Margaret Thatcher, Muammara Gaddafegoi, Adolfa Hitlera i Silvio Berlusconiego. Tilda i Bong spotkali się na festiwalu filmowym w Cannes, kiedy grała ona w We Need to Talk About Kevin i oboje zdecydowali, że chcą pracować razem. Na temat wyglądu Mason, Bong stwierdził: „Tilda chciała posunąć wygląd jeszcze dalej i musiałem ją od tego odciągnąć. Ona w tamtym czasie naprawdę chciała się przeobrazić i wyglądać inaczej niż kiedykolwiek wcześniej”. Bong zainspirował się znalezionym przez Ondřeja Nekvasila zdjęciem damy wewnątrz Narodowego Muzeum Historii Naturalnej i pokazał to zdjęcie Tildzie, która je „pokochała” Wygląd Mason został oparty na Roxie Collie Laybourne.
- Jamie Bell jako Edgar

Przyjmując rolę, Bell powiedział: „Powodem, dla którego chciałem być częścią tego filmu, było to, co reżyser Bong miał do powiedzenia na jego temat; to była jego wizja, którą przyniósł na stół i pomyślałem, że to, co się z nią wiąże, jest dla mnie ważne”. Zapytany o swój występ, który zostały zinterpretowane inaczej na ekranie niż jest to w scenariuszu, scenarzysta Masterson stwierdził: „Myślę, że występ [Bella] jest w dużej mierze improwizowany, i to całkiem błyskotliwie”. Na temat związku z postacią, Bell powiedział: „Wiesz, sam pochodzę z klasy robotniczej. Miałem poczucie, że muszę coś przezwyciężyć i naprawdę się sprawdzić. Więc w pewien sposób Edgar jest do mnie bardzo podobny, on naprawdę nie ma nic i jest statusem najniższy z najniższych wśród tych ludzi”.
- Octavia Spencer jako Tanya

Zdeterminowana matka, która chce odzyskać syna. Mimo że nie posiada cech wojownika, bierze udział w rebelii i przemawia w imieniu ludzi z ostatniego wagonu. Film jest pierwszą pracą Spencer w gatunku science-fiction. Spencer określiła Bonga mianem „twórcy” i wyraziła smutek z powodu propozycji studia, aby okroić film.
- Ed Harris jako Wilford

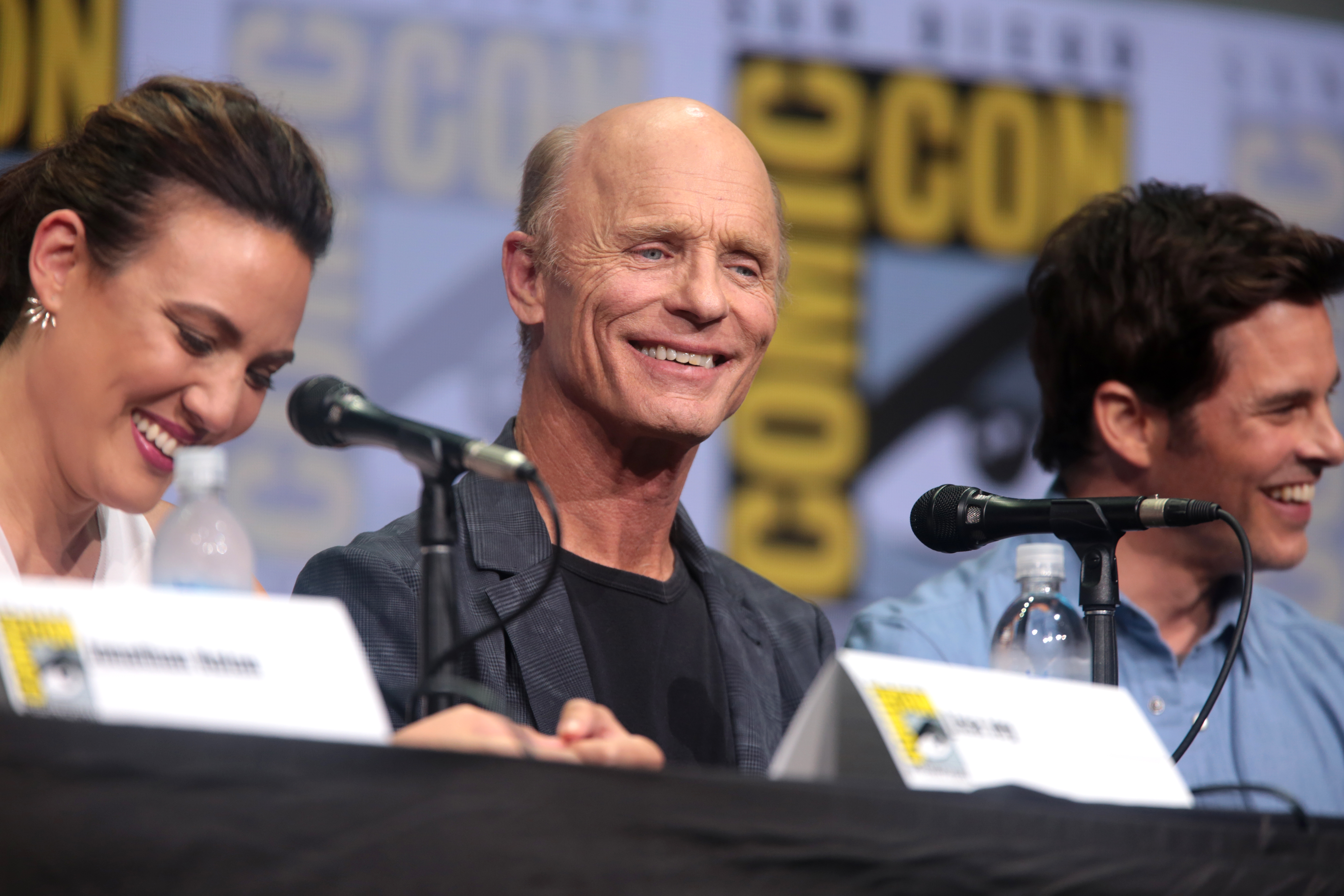
Ed Harris

Twórca i strażnik silnika. Oprócz Harrisa brany pod uwagę do tej roli był Dustin Hoffman. Rola Wilforda była ostatnią, która została obsadzona, i to właśnie przyjaciel i kolega filmowca Park Chan-Wook zasugerował Harrisa do tej roli. Bong stwierdził, że Wilford musi być zagrany przez kogoś z „ogromną prezencją i efektywnością, tak aby od pierwszego momentu, w którym się pojawił, przekonał publiczność”, dodając, że „[Harris] zmienił Wilforda w żywą i ironiczną postać z wyjątkową atrakcyjnością”. Od czasu premiery filmu Bong ujawnił dodatkowe informacje na temat postaci, takie jak to, że Wilford jest biseksualny.
- Ewen Bremner jako Andrew

Bezradny ojciec, którego jedynym pragnieniem jest chronić swojego syna. Mimo kruchego wizerunku postaci Andrew, Bong potrzebował aktora, który byłby w stanie bezpośrednio przekazać widzom surowe emocje emanujące od postaci. O Bremnerze, Bong powiedział: „Pewnego dnia zostanie aktorem takim jak Byun Hee-bong”.
- John Hurt jako Gilliam

Duchowy przywódca ostatniego wagonu. Bong po raz pierwszy zobaczył Hurta w Człowieku słoniu, kiedy był jeszcze w gimnazjum. Reżyser do roli Gilliama chciał mieć starszego aktora, który będzie w stanie „emanować atmosferą duchowości”. Na temat postaci Gilliama, Hurt powiedział: „Z pewnością jest mroczny, ale jest mroczny nie bez powodu. Chociaż nadal nie jestem do końca pewien, jaki to powód”, dodając: „...jeśli chodzi o Gilliama, wierzy on w status quo, ale postrzega siebie również jako prawdziwego humanitarystę. To znaczy, dosłownie, gdyż oddał swoje kończyny tym ludziom”. Hurt stwierdził, że rola Gilliama była fizycznym wyzwaniem, ponieważ „...miałem jedną nogę przywiązaną z tyłu, próbując zataczać się na tych niezbyt łatwych w użyciu kulach. … dodatkowo musiałem sprawić, żeby wyglądało to tak, jakbym robił to od lat”. Hurt przyznał, że Bong zachęcał do współpracy, pozwalając obsadzie i ekipie „interpretować rzeczy tak, jak chcemy, jak uważamy za stosowne”.
- Go Ah-sung (wymieniona jako Ko Asung) jako Yona

17-letnia córka Namgoong Minsoo. Na temat imienia swojej postaci, Go powiedziała, że reżyser nie mógł wymyślić żadnego imienia dla Yony; po prostu zostawił ją jako „The Inuit Girl”. „Dałam mu wtedy album grupy muzycznej o nazwie Nastyona, a on powiedział „To jest to!” dodając „Pasuje też do biblijnej postaci Jonah [wymawiane Yona w niektórych językach, w tym koreańskim]”. Dodała, że mówiła z mieszanym akcentem amerykańskim, filipińskim i hinduskim. Go opisała Yonę jako, „...kogoś, kto był całkowicie obojętny na ambicje Minsoo. Nawet gdyby wiedziała, nie przejmowałaby się tym”. O pochodzeniu Yony, Bong ujawnił: „Matka Yony była przywódczynią rewolucji (…) ponieważ była Eskimoską, była przekonana, że może znieść chłód. Jednak wyszła ona za wcześnie”.

## Produkcja

### Okres preprodukcji
Zimą 2005 roku Bong natrafił na francuską serię powieści graficznych Le Transperceneige autorstwa Jeana-Marca Rochette’a w sklepie z komiksami niedaleko Uniwersytetu Hongik, gdzie dokończył lekturę stojąc przed regałem, na którym ją znalazł. Zafascynowały go pomysły ludzi walczących w pociągu o przetrwanie i to, jak każda sekcja pociągu jest umieszczona w hierarchii społecznej. Bong pokazał serię swoim przyjaciołom, reżyserowi Park Chan-wookowi i producentowi Lee Tae-hunowi, którzy również ją pokochali. Chociaż Bong chwalił komiks, szybko zdał sobie sprawę, że film taki jak Snowpiercer potrzebuje oryginalnego ujęcia. Bong stwierdził: „...musiałem wymyślić zupełnie nową historię i nowe postacie, aby stworzyć nowy, dynamiczny obraz, który byłby pełen filmowej ekspresji”.
W następnym roku firma producencka Parka, Moho Film, nabyła prawa autorskie do oryginalnej historii Snowpiercer. W 2007 roku prawa autorskie do tej historii zostały przedłużone. Pierwszy szkic scenariusza do Snowpiercera został ukończony 15 września 2010 roku, a w grudniu ukończono i zmodyfikowano drugi szkic scenariusza. 4 października 2010 roku Bong, podczas Międzynarodowego Festiwalu Filmowego w Vancouver, rozważał pomysł nakręcenia filmu w Kanadzie ze względu na to, że „...posiada ona świetną infrastrukturę do kręcenia filmów, a koreańscy emigranci są tam bardzo zaangażowani w przemysł filmowy”. Bong chciał mieć studio filmowe z przestrzenią o długości 75-100 metrów, którą można wypełnić czterema połączonymi ze sobą wagonami kolejowymi. Zespół produkcyjny odnalazł takie przestrzenie w Europie, gdzie się udali rozważając wybór między: Barrandov Studios w Czechach i Korda Studios na Węgrzech. W sierpniu 2011 roku, czeski producent zatrudniony przez zespół produkcyjny rozpoczął negocjacje z dwoma studiami filmowymi w sprawie dostępności. Ostatecznie wybór padł na Barrandov Studios.
18 stycznia 2012 roku, przed wejściem w okres produkcyjny, Kelly Masterson został zatrudniony do pracy nad scenariuszem. 8 października 2013 roku, na Międzynarodowym Festiwalu Filmowym w Busan, Bong przyznał się do wyzwań związanych z adaptacją tej historii. Aby dopasować komiks do formatu kinowego, koniecznym okazało się pominięcie niektórych scen z powieści graficznej, „...musiałem uchwycić tę długą historię w dwugodzinnym filmie, więc zamiast wycinać niektóre sceny z komiksu, po prostu przepisałem całą historię, aby zmieścić się w tych ramach czasowych” przyznał reżyser.
13 stycznia 2012 roku Chris Evans rozpoczął negocjacje w sprawie zagrania w filmowej adaptacji, a następnie został potwierdzony jako odtwórca głównej roli męskiej w filmie. 17 stycznia 2012 roku potwierdzono, że Tilda Swinton i Jamie Bell również prowadzą rozmowy w sprawie dołączenia do projektu. 18 stycznia 2012 roku potwierdzono, że w obsadzie znalazł się John Hurt.  2 lutego 2012 roku Octavia Spencer także dołączyła do obsady projektu Bonga w roli „pasażerki pociągu, która przyłącza się do buntu, aby uratować swojego syna”. 27 lutego 2012 roku Ewen Bremner dołączył do obsady filmu. 3 kwietnia 2012 roku potwierdzono, że również Luke Pasqualino dołączył do obsady.
Bong podsumował, że prace nad projektem trwały cztery lata, a produkcja z Parkiem dodatkowe trzy. Stwierdził: „Dziś czuję, że pokonałem straszną chorobę, jakby komórki rakowe zajęły w tym czasie moje ciało”, a także wyraził zainteresowanie kręceniem mniejszych filmów w przyszłości.

### Okres zdjęciowy
W sierpniu 2011 roku Barrandov Studios zostało wyznaczone jako miejsce nagrań, a w październiku 2011 roku Bong i jego ekipa produkcyjna przenieśli się do Czech. Pierwszy dzień zdjęciowy odbył się w Tyrolu, w Austrii w połowie marca, gdzie w ciągu jednego dnia nakręcono kilka śnieżnych scenerii na lodowcu Hintertux. 3 kwietnia 2012 roku rozpoczęto główny okres zdjęciowy w Pradze, w Czechach, w Barrandov Studio.
Bong nagrywał Snowpiercera na taśmie 35 mm w formacie 1,85:1. Około dziewięćdziesiąt procent filmu zostało nagrane na planie. Pierwotnym zamiarem Bonga było nakręcenie filmu w całości w Korei Południowej, ale trudno było znaleźć studio wystarczająco duże, by pomieścić plan filmowy o takiej skali, więc zamiast tego skorzystano z usług Barrandov Studios, co wymagało zbudowania 100-metrowej repliki tytułowego pociągu. Wykorzystanie studia posłużyło reżyserowi i jego ekipie do przeprowadzenia eksperymentów mających na celu stworzenie wrażenia nieustającego ruchu pociągu. Udało im się to osiągnąć poprzez umieszczenie go na gigantycznym stabilizatorze. Prawie wszystkie ujęcia w pociągu są filmowane tak, aby wagony tylne znajdowały się po lewej stronie postaci ukazanych na ekranie, a przód pociągu, gdzie znajduje się silnik, po prawej ich stronie; była to „dyscyplina”, którą Bong chciał „utrzymać i dać widzom poczucie, że niezależnie od tego, w którą stronę porusza się ujęcie, tam właśnie zmierzają bohaterowie”.
Flash SFX, zespół zaangażowany w budowę gimbala stwierdził: „Głównym wyzwaniem w pracy nad efektami fizycznymi było wymyślenie i opracowanie systemu, który idealnie symulowałby ruchy pociągu. Udało nam się zbudować masywnego gimbala, podtrzymującego wagony kolejowe o łącznej wadze blisko 100 ton. Był on w stanie symulować wszystkie ruchy i drgania pociągu, w tym perfekcyjne pozorowane zakręty torów kolejowych”.
14 lipca 2012 roku w Barrandov Studios oficjalnie zakończył się okres zdjęciowy trwający 72 dni, postprodukcja odbywała się w Korei Południowej.

### Efekty wizualne
Firma Scanline VFX, specjalizująca się w efektach wizualnych, została wynajeta do pracy nad filmem. Zajmowali się oni przede wszystkim kreacją świata poza pociągiem: zamarzniętym miastem, mostem Jekaterina, Frozen Harbour, parkiem przemysłowym w sekwencji strzelaniny oraz lawiną i otoczeniem po katastrofie pod koniec filmu. Mając już wiele projektów, storyboardów i podstawowych koncepcji wagonów, rozpoczęto prace nad ponad 60 różnymi wersjami pociągu. W związku z tym, nadzorca efektów wizualnych Michel Mielke powiedział „...znaliśmy wyobrażenie wizji reżysera Bonga, widzieliśmy co mu się podobało, a co nie sprawdziłoby się w filmie”.
Projektant efektów wizualnych Eric Durst mówił o wagonie zawierającym akwarium jako o intrygującym wyzwaniu dla oświetlenowców, z różnicą między środowiskiem wodnym z jednej strony, a zamrożonym krajobrazem z drugiej. W zadaniu stworzenia tego świata, Mark Breakspear i jego zespół w Vancouver spędzili dużo czasu w Vancouver Aquarium, aby zbadać „ryby, środowiska oświetleniowe, sposób, w jaki światło załamywało się pod wodą i szkłem, wraz z tym, jak zniekształcało przepływające ryby”.
Równolegle do zdjęć głównych w Pradze, pierwsze projekty wizualne tworzone były od maja 2012 do finału zdjęć w 2013 roku, a zespół ponad 70 artystów stworzył wtedy186 efektów wizualnych.

### Kostiumy
Projektantka kostiumów Catherine George projektując kostium Mason odnalazła zdjęcia kobiet z przełomu lat sześćdziesiątych i siedemdziesiątych, wspomina ona: „...pewien typ kobiet, który zapamiętałam z okresu dorastania, które zakładały swoje futro, by pójść do miasta i szydzić z ludzi, którym powodziło się gorzej, trochę w typie Margaret Thatcher”. George zaprojektowała również garnitur Mason tak, aby był podobny stylistycznie do garniturów zakładanych przez „typowych konserwatywnych polityków”, ponadto wybór purpury nadał kostiumowi królewskiej jakości. George „zbierała zdjęcia dyktatorów noszących wyszukane mundury i szalone, ręcznie robione medale”, aby eksperymentować z projektami takich postaci. George później przyznała się do uzyskania podobieństwa do Ayn Rand, choć nie było ono zamierzone. George i Bong podróżowali do domu Swinton w Szkocji z „kilkoma walizkami ubrań, peruk, okularów i zębów”, aby bawić się pomysłami.
Jeśli chodzi o tworzenie indywidualności pasażerów z ostatniego wagonu, George tworzyła projekty z przypadkowych materiałów, których użyliby owi pasażerowie do stworzenia praktycznych ubrań: „Ubrania z ostatniego wagonu były połączeniem różnych części garderoby, a na wierzchu często dokonywano napraw. Musieli oni improwizować z materiałów, które pozostały w pociągu”. Projektując Curtisa, Bong i George chcieli, aby był on anonimowy, ale jednocześnie rozpoznawalny. Projekt był trudny, ponieważ George musiała ukryć muskularną sylwetkę i masę mięśniową Evansa.
George osobiście zaprojektowała kostiumy dla Nama i Yony, którzy noszą „ciemniejszy kolor, nasyconą czerń”. Inspiracje czerpane były z fotografii maszynistów kolejowych z początku okresu przemysłowego i zabytkowych francuskich kurtek kolejarzy. Do projektowania kostiumów osób najbiedniejszych George często używała japońskiej tkaniny Boro.

### Dźwięk
Dźwiękowcy Anna Behlmer, Terry Porter i Mark Holding zajęli się miksowaniem dźwięku do filmu, robili to pod nadzorem montażysty Taeyoung Choi.

## Premiera filmu i dystrybucja
Snowpiercer miał premierę 29 lipca 2013 r. w Seulu w Korei Południowej, przed pokazem na Deauville American Film Festival jako film zamykający 7 września 2013 r., na Międzynarodowym Festiwalu Filmowym w Berlinie 7 lutego 2014 r., otwierając Los Angeles Film Festival 11 czerwca 2014 r., i Edinburgh International Film Festival 22 czerwca 2014 r.
9 listopada 2012 roku, The Weinstein Company nabyli prawa do dystrybucji Snowpiercera od CJ Entertainment, na podstawie scenariusza i niektórych ukończonych materiałów filmowych, z planem premiery w Ameryce Północnej, a także w Wielkiej Brytanii, Australii, Nowej Zelandii i Południowej Afryce. Film został wydany w Stanach Zjednoczonych 27 czerwca 2014 roku w zaledwie ośmiu kinach w wybranych miastach. Opóźnienie to było spowodowane tym, że Harvey Weinstein, właściciel The Weinstein Company, zażądał przemontowania 20 minut materiału filmowego i dodania monologów otwierających i zamykających, lecz Bong odmówił. W odpowiedzi na to, aktywistka filmowa Denise Heard-Bashur stworzyła petycję Free Snowpiercer, domagającą się wydania w USA wersji reżyserskiej filmu. Ostatecznie Bongowi udało się doprowadzić do wydania filmu w formie reżyserskiej; jednakże film zmienił dystrybutora na Radius-TWC, co oznaczało, że film otrzymał jedynie limitowaną dystrybucję w kinach studyjnych. 3 lipca 2014 roku ogłoszono, że dzięki pozytywnym recenzjom, Snowpiercer otrzyma szerszą premierę w USA i zostanie pokazany w ponad 150 kinach.

Logo platformy streamingowej Netflix

Film został wydany na DVD i Blu-ray w wielu krajach.  W Ameryce Północnej Snowpiercer został wydany 21 października 2014 r. Bardzo krótko po tym stał się dostępny również na platformie Netflix. Nie otrzymał on wydania w Wielkiej Brytanii aż do listopada 2018 r., kiedy to został udostępniony cyfrowo za pośrednictwem Amazon Prime Video. Wcześniej płyty DVD sprzedawane w Wielkiej Brytanii były w rzeczywistości importowane, z koreańskim dialogiem oraz napisami w języku hiszpańskim lub katalońskim, a nie angielskim. Finalnie udostępniono go na brytyjskim Netflixie 1 maja 2019 r.

## Przyjęcie filmu

### Box Office
Film ustanowił krajowy rekord (dla filmów południowokoreańskich i zagranicznych) sprzedaży 4 milionów biletów w piątym dniu od premiery oraz rekord w ilości widzów w czasie weekendu otwarcia dla filmu koreańskiego – 2,26 miliona widzów.  W weekend otwarcia w Stanach Zjednoczonych film zarobił 171 000 dolarów. Film zarobił 59,8 mln dolarów w Korei Południowej, a największym rynkiem międzynarodowym były Chiny, gdzie zarobił 11,1 mln dolarów. Film wyświetlany był w 356 kinach na całym świecie i w ciągu seansów na przestrzeni 26 tygodni zarobił na całym świecie 86.7 miliona dolarów.

### Reakcje krytyków
Rotten Tomatoes podaje, że 94% krytyków oceniło film pozytywnie, na podstawie 246 recenzji ze średnią oceną 8,1/10. Według krytyków serwisu, „Snowpiercer oferuje ambitne widowisko akcji dla widzów znieczulonych na efekciarskie blockbustery”. Chris Nashawaty z Entertainment Weekly wystawił dziełu ocenę „A”, stwierdzając, że „Snowpiercer wciąga cię w swój dziwny, odważny, świeży świat tak kompletnie, że pozostawia cię z aż nazbyt rzadkim wrażeniem, że właśnie byłeś świadkiem czegoś, czego nigdy wcześniej nie widziałeś … i musisz zobaczyć ponownie”. Andrew Pulver z The Guardian ocenił film bardzo pozytywnie, pisząc: „Snowpiercer działa genialnie, jest sumą skrajnie różnych elementów, które składają się na kinematograficzną doskonałość”. Lou Lumenick z The New York Post wysoko ocenił film, pisząc: „Nie przegapcie go – to niezwykle zabawne, wizjonerskie kino, z dowcipnym scenariuszem i wspaniałą międzynarodową obsadą.” Dodał: „Pięknie zaprojektowany pociąg jest jednym z najbardziej pamiętnych w historii kina ....”.
Zastępca redaktora naczelnego polskiego portalu Filmweb, Łukasz Muszyński, w swojej recenzji napisał „ekranizacja francuskiego komiksu Le Transperceneige ma wszystkie zalety porządnego kina science fiction dla dorosłych: intrygujący punkt wyjścia,  zacięcie społeczne, a także imponującą oprawę audiowizualną, która nigdy jednak nie bierze góry nad opowieścią. (…) Nawet jeśli film w paru miejscach dłuży się jak podróż z Warszawy do Berlina, wciąż jest to niegłupia opowieść o tym, że koniec cywilizacji nie oznacza wcale końca społecznej niesprawiedliwości”.
Niektórzy byli bardziej krytyczni wobec filmu. Między innymi Jordan Adler z We’ve Got This Covered napisał: „Wychodzimy ze Snowpiercera bardziej wyczerpani pytaniami niż ożywieni jego unikalną wizją i stylem. To godny podziwu przykład reżyserskiej kontroli, która ugrzęzła w kiepskim scenariuszu, niedokończonych efektach i raczej słabej eksploracji fascynującego dystopijnego uniwersum”.
Snowpiercer w 2020 roku został uznany przez The Guardian za numer 8 wśród klasyków współczesnego kina południowokoreańskiego.

## Podobieństwa i różnice między filmem a komiksem
- W powieści graficznej pociąg składa się z 1001 wagonów, natomiast w filmie wagonów jest około sto. Ze względu na ograniczenia związane z formatem filmowym i praktycznymi aspektami związanymi z próbą opowiedzenia historii w czasie dwóch godzin trwania filmu, rozmiar pociągu w Snowpiercerze został zmniejszony, aby bohaterowie mogli dotrzeć do jego końca. Jest to stosunkowo duża zmiana, lecz struktura społeczna została w całości zachowana – najbogatsze jednostki na przodzie, a najbiedniejsze na tyle[80].

- Na początku filmu opisane jest, jak doszło do tego, że Ziemia stała się zamarzniętym pustkowiem. Naukowcy pracowali nad eksperymentalną rakietą, która odwróciłaby skutki globalnego ocieplenia, ale wypadek sprawił, że Ziemia pokryła się lodem rozpoczynając nową epokę lodowcową. W powieści natomiast, przyczyną katastrofy jest wybuch nie sprzętu, a broni zaprojektowanej do ochłodzenia klimatu. Co ciekawe, powody apokalipsy, zarówno w filmie, jak i w komiksie są przeciwieństwami ich tematów. Film zajmuje się motywem walki klas, natomiast komiks problematyką ekologii[80].

- W filmie Chris Evans gra Curtisa, przywódcę rewolucji, podczas gdy w powieści graficznej bohater o imieniu Proloff, organizuje rewolucje z zupełnie innej przyczyny. Ich motywacje w swej odmienności prowadzą do tego, że Curtis, bohater filmu, nawiązał relacje z ludźmi z tyłu i to właśnie zachęciło go do przeprowadzenia rewolucji. Proloff natomiast nie interesuje się innymi ludźmi, jedyne co się liczy to jego romantyczna wizja. Chce lepszego życia tylko dla siebie i swoich bliskich, a nie wszystkich pasażerów ostatniego wagonu. Zarówno film, jak i powieść graficzna stawiają swoim bohaterom podobny cel: dostać się na przód pociągu. Bong Joon-ho w swoim filmie podkreśla to, filmując swoich bohaterów zawsze z ich prawej strony, tak, aby nieustannie wskazywać prawą stronę ekranu jako przód pociągu, a lewą jako tył[80].

- Pod koniec Snowpiercera pociąg wykoleja się, a jedynymi osobami, które pozostały przy życiu jest dwójka dzieci. Udało im się wydostać z wraku i wejść w śnieg. Kiedy dostrzegają odległą górę, odkrywają niedźwiedzia polarnego, który włóczy się pod nią. Ma to pokazać, że życie toczy się dalej, niezależnie od upadku cywilizacji. Zakończenie komiksu jest dużo bardziej ponure. W swojej podróży ku silnikowi pociągu Proloff niszczy szyby w drugim wagonie, zabijając wiele osób, w tym swoją wybrankę serca. Następnie przejmuje opiekę nad lokomotywą i z powodu plagi uświadamia sobie, że wszyscy w pociągu umarli, a on jest ostatnim żywym człowiekiem. Historia sugeruje, że pociąg nigdy się już nie zatrzyma, nawet po jego śmierci[80].

- W jednej z najbardziej nieprzyjemnych scen w filmie ludzie z tyłu pociągu uświadamiają sobie, że batony proteinowe, które dostali do jedzenia, są zrobione z karaluchów, podczas gdy ludzie z przodu jedzą sushi i steki. Jest to jeden z epizodów przyspieszających rewolucję. W Le Transperceneige jedzenie nie różni się tak drastycznie między przodem a tyłem pociągu. Istnieją tylko cztery rodzaje żywności: szczury, przechwycone i gotowane przez klasę niższą, rodzaj syntetycznego mięsa spożywanego przez klasę średnią, owoce oraz starannie hodowane króliki dla klasy wyższej[80].

- Zarówno komiksowy, jak i filmowy pociąg mają podobną szerokość[80].

- Zakończenie Snowpiercera jest równoznaczne z końcem funkcjonowania tytułowego pociągu. Po tym, jak wykoleił się, a większość głównych bohaterów zginęła, pozwala się widzom wierzyć, że historia ludzkiego przetrwania będzie kontynuowana poza wielką lokomotywą. Jeżeli chodzi o komiks to chociaż zakończenie nie wskazuje na przetrwanie innych bohaterów, prócz protagonisty to istnieje kontynuacja komiksu, w której pojawia się drugi pociąg, nazwany „Lodołamaczem”, a w jego wnętrzu czytelnicy poznają zupełnie nowe postacie[80].

- Jedną z największych różnic między filmem a komiksem jest, jak już wcześniej wspomniano, ich tematyczne ukierunkowanie. W filmie chodzi bardziej o walkę klas społecznych między ludźmi z tyłu pociągu i jego przodu. Podkreślona zostaje waga odpowiedzialności jaka ciąży na kreatorze systemu podsycającego stan nieustannej walki. Powieść graficzna natomiast przede wszystkim zwraca uwagę na dylemat ekologiczny, ponieważ świat przedstawiony, jest światem umierającym, reprezentowanym przez metaforę pociągu o nieustannie zmniejszających się zasobach[80].

## Snowpiercerjako przykład kina komiksowego
Snowpiercer to film wpisujący się w nurt kina komiksowego za sprawą kilku wyjątkowych cech. Po pierwsze bohaterowie są łatwo identyfikowalni, dzięki wyrazistości charakterów: Curtis posiada cechy przywódcy, jest troskliwy i odpowiedzialny, chce wymierzyć sprawiedliwość i postawić Wilforda pod ścianą; Edgar jest wiernym przyjacielem, postacią wyrywającą się do walki; Namgoong jawi się jako tajemniczy i przebiegły, ponadto realizuje własny plan posługując się jednocześnie rewolucjonistami; oraz Ministra Mason obojętna na cierpienie dyktatorka, dbająca wyłącznie o swój interes. Po drugie warstwa estetyczna filmu wyróżnia się wprowadzeniem labiryntowości w przestrzeń inscenizacji filmowej. Oznacza to, że kolejne wagony skrywające niewyobrażalne miniświaty są niczym zakamarki labiryntu przez jakie zmuszeni są przejść bohaterowie w celu rozwiązania konfliktu. Wraz z postaciami prowadzeni przez reżysera są również widzowie, którzy przez cały czas trwają w pozycji, gdzie przód pociągu jest zagadką i wyzwaniem. Po trzecie film w ramach swej komiksowości reprezentuje również cechy kina neobarokowego – jest skoncentrowany na ruchu. Dynamizm nadany obszarowi inscenizacji wychodzi ze sprytnego zastosowania stabilizatora na jakim umieszczono wagony w trakcie okresu zdjęciowego, dzięki czemu publiczność wraz z bohaterami nieustannie pędzi tytułowym Snowpiercerem. Ciągły ruch postaci w przód połączony z pędem pociągu nadają tempa akcji i kształtują rodzaj plastyczności, który wybrzmiewa jeszcze mocniej w widowiskowych scenach brutalnej walki między strażnikami i pasażerami z końca pociągu. Mechanizm traktowania filmu jako medium skoncentrowanego na ruchu powoduje, że przestrzeń i ruch przejmują kontrole nad narracją i wciągają widza w wir akcji.

## Ścieżka dźwiękowa
W maju 2012 roku Marco Beltrami został zatrudniony do skomponowania muzyki do filmu. W styczniu 2013 roku na oficjalnej stronie filmu w Korei Południowej ukazał się utwór Yona Lights. 12 lipca 2013 roku, podczas 007 Fimucité na Tenerife International Film Music Festival na Wyspach Kanaryjskich, kilka utworów z trzech filmów skomponowanych przez Beltramiego (Snowpiercer, Soul Surfer i The Wolverine) zostało wybranych do występów.
Oficjalny soundtrack filmu został wydany w lipcu 2013 roku w Korei Południowej, a międzynarodowa data premiery ścieżki dźwiękowej to 26 sierpnia 2013 roku.
| Numer utworu | Tytuł utworu            | Długość utworu |
| ------------ | ----------------------- | -------------- |
| 1            | „This Is the End”       | 3:41           |
| 2            | „Stomp”                 | 1:00           |
| 3            | „Preparation”           | 3:10           |
| 4            | „Requesting an Upgrade” | 3:40           |
| 5            | „Take the Engine”       | 2:04           |
| 6            | „Axe Gang”              | 2:22           |
| 7            | „Axe Schlomo”           | 1:47           |
| 8            | „Blackout Fight”        | 4:24           |
| 9            | „Water Supply”          | 2:32           |
| 10           | „Go Ahead”              | 2:45           |
| 11           | „Sushi”                 | 1:14           |
| 12           | „The Seven”             | 1:00           |
| 13           | „We Go Forward”         | 2:05           |
| 14           | „Steam Car”             | 2:38           |
| 15           | „Seoul Train”           | 2:26           |
| 16           | „Snow Melt”             | 2:02           |
| 17           | „Take My Place”         | 5:56           |
| 18           | „Yona Lights”           | 3:33           |
| 19           | „This Is the Beginning” | 4::00          |
| 20           | „Yona’s Theme”          | 3:38           |

## Zwycięstwa na festiwalach i konkursach
Film został nominowany 98 razy w rozmaitych kategoriach 43 festiwali filmowych na całym świecie. Poniżej lista niektórych ze zwycięstw:
- Alliance of Women Film Journalists[84] – Tilda Swinton w kategorii Najlepsza aktorka drugoplanowa;
- Asia-Pacific Film Festival[85] – Bong Joon-ho w kategorii Reżyseria;
- Baeksang Arts Awards[86] – Bong Joon-ho w kategorii Reżyseria;
- Blue Dragon Film Awards[87] – Bong Joon-ho w kategorii Reżyseria oraz Ondřej Nekvasil w kategorii Najlepsza scenografia;
- Busan Film Critics Awards[88] – Bong Joon-ho i Kelly Masterson w kategorii najlepszy scenariusz;
- Gotham Awards[89] – honorowa nagroda dla Tildy Swinton;
- Grand Bell Awards[90] – Steve M. Choe oraz Changju Kim w kategorii Najlepszy montaż oraz Ondřej Nekvasil w kategorii Najlepsza reżyseria artystyczna;
- National Board of Review Awards[91] – w kategorii Najlepsze 10 filmów niezależnych;
- South Korean Film Critics Awards[92] – w kategorii Najlepszy film, Bong Joon-ho w kategorii Reżyseria oraz Hong Kyung-pyo w kategorii Zdjęcia.

## Serial
Film, wraz z oryginalną francuską powieścią graficzną, został zaadaptowany na amerykański program telewizyjny przez Tomorrow Studios, z dwoma sezonami zamówionymi i zaplanowanymi do emisji w TNT w drugim kwartale 2020 roku w Stanach Zjednoczonych, a także dostępnymi na Netflix do dystrybucji na całym świecie. Program z udziałem m.in. Jennifer Connelly i Daveeda Diggsa, rozgrywa się w odnowionej fabularnie narracji filmu, z wydarzeniami w pociągu rozpoczynającymi się około siedem lat po globalnej katastrofie.